# GamePlay (časopis)
GamePlay je ugasli hrvatski mjesečni časopis. Teme koje je najčešće obrađivao tiču se igara za sve konzole i kućna računala te gamerskog života uopće.
GamePlay je nastao kao nasljednik časopisa PSX. Osnovali su ga novinari koji su do gašenja kreirali PSX. Glavni je urednik bio Dario Zrno, a poznatiji su novinari bili braća Berislav i Krešimir Jozić te kolumnisti Danijel Reškovac i Boris Banović. Časopis se distribuirao u Hrvatskoj, BiH, Crnoj Gori i Srbiji.
Za razliku od PSX-a, GamePlay se bavio većim brojem igraćih platformi (Xbox, Xbox 360, PlayStation 3, Wii, PSP, Gamecube, mobilne igre, GBA...), a od 37. broja i igrama za PC. S obzirom na to da su u tom trenutku, osim PlayStation konzole (kojom se PSX isključivo bavio) u Hrvatskoj sve više popularnosti stjecale i druge igraće konzole, GamePlay je od početka pokrivao teme vezane uz sve igraće konzole.
Nakon ukidanja časopisa Hacker, redakciji GamePlaya pridružili su se i neki članovi bivše redakcije Hackera te je časopis počeo pokrivati i teme vezane uz igre za osobna računala. Gameplay je prestao postojati kao časopis završno s brojem 99. Neki suradnici na časopisu osnovali su novi časopis, NextLevel koji je izgledom i konceptom podsjećao na Gameplay. Nakon što ni NextLevel nije zaživio, godine 2012. ista je ekipa osnovala novi časopis, Reboot.